# Jorma Peltonen
Jorma Kalevi Peltonen, ps. Tumba (ur. 11 stycznia 1944 w Messukylä, zm. 30 kwietnia 2010 w Tampere) – fiński hokeista, grający na pozycji napastnika.

## Kariera klubowa
Karierę klubową rozpoczął w 1962 w Tampereen Ilves. Grał w tym klubie do 1975, po czym wyjechał za granicę. Od 1975 do 1977 był zawodnikiem EV Zug, następnie w 1977-1978 reprezentował HC Pustertal i od 1978 do 1980 grał w EHC Visp. Później wrócił do Finlandii, gdzie w latach 1980–1981 był zawodnikiem Jokeritu, a następnie w latach 1981–1982 reprezentował Rauman Lukko. W 1982 zakończył karierę. W 2006 Ilves zarezerwował numer 16 na cześć Peltonena.

## Kariera reprezentacyjna
W reprezentacji Finlandii grał w latach 1964–1975. Trzykrotnie wystąpił na zimowych igrzyskach olimpijskich: w 1964, 1968 i 1972. W Innsbrucku wystąpił w czterech meczach i strzelił 1 gola, a fińska kadra zajęła 6. miejsce. W Grenoble rozegrał 8 spotkań i zdobył 3 gole, a reprezentacja Finlandii była 5. W Sapporo zagrał 2 mecze i strzelił 2 gole, a Finowie zakończyli zawody na 5. pozycji. W 1988 umieszczony w Luettelo jääkiekkoleijonista.

## Losy po zakończeniu kariery
Po zakończeniu kariery Peltonen prowadził salon samochodowy.

## Osiągnięcia
- mistrzostwo Finlandii (2): 1966, 1972
- MVP ligi fińskiej (5): 1966, 1968, 1969, 1970, 1972)
- król strzelców ligi fińskiej (1): 1966